# Over and Over (EP)
Over and Over는 대한민국의 가수 김지연(Kei)의 데뷔 미니 앨범이다. 2019년 10월 8일 울림엔터테인먼트를 통해 발매되었으며 카카오M이 배급하였다. EP에는 타이틀 곡 "I Go"를 포함한 6개의 트랙이 포함되어 있다.

## 배경 및 발매
2019년 9월 27일, 울림엔터테인먼트는 Kei가 본명 김지연으로 미니 앨범 "Over and Over"로 솔로 데뷔한다고 발표했다. 이 앨범과 리드 싱글 "I Go" 뮤직비디오가 10월 8일 발매됐다.

## 작곡
타이틀 곡 "I Go"는 준조(Junzo), 탁(TAK)이 작곡했고 준조(Junzo)와 애런(ARRAN)이 작사하였다. "아름다운 피아노 선율과 현악기의 희망찬 소리가 담긴" 곡이다.

## 수록곡 목록
| #            | 제목                | 작사                               | 작곡                               | 편곡                               | 재생 시간 |
| ------------ | ------------------- | ---------------------------------- | ---------------------------------- | ---------------------------------- | --------- |
| 1.           | 〈Back in the Day〉 |                                    | 준조(Junzo) 탁(TAK)                | 준조(Junzo) 탁(TAK)                | 1:17      |
| 2.           | 〈I Go〉            | 준조(Junzo) 애런(ARRAN)            | 준조(Junzo) 탁(TAK)                | 준조(Junzo) 탁(TAK) 정동환         | 4:26      |
| 3.           | 〈Dreaming〉        | SEION                              | SEION                              | SEION                              | 3:55      |
| 4.           | 〈종이달〉          | STAINBOYS Jessica Oh               | STAINBOYS 정진                     | STAINBOYS                          | 3:36      |
| 5.           | 〈Cry〉             | 박지연 이슈메이커 양환 Zigzag Note | 박지연 이슈메이커 양환 Zigzag Note | 박지연 이슈메이커 양환 Zigzag Note | 3:26      |
| 6.           | 〈이 비(雨)〉       | Stardust 최문석                    | Stardust 최문석                    | Stardust                           | 4:15      |
| 총 재생 시간 | 총 재생 시간        | 총 재생 시간                       | 총 재생 시간                       | 총 재생 시간                       | 20:59     |